# Гешам Месба
Гешам Месба  (17 березня 1982) — єгипетський дзюдоїст, олімпійський медаліст.

## Виступи на Олімпіадах
| Олімпіада  | Дисципліна        | Місце  |
| ---------- | ----------------- | ------ |
| Афіни 2004 | середня категорія | участь |
| Пекін 2008 | середня категорія | =3     |